# Karim Laribi
Karim Laribi (Milão, 20 de abril de 1991) é um futebolista profissional italo-tunisiano que atua como meio-campo. Atualmente, joga pelo clube italiano Cesena, emprestado pelo Sassuolo.